# Chrystina Sayers
Chrystina Lauren Sakamoto Sayers, född 14 augusti 1987 i San Diego i Kalifornien, är en amerikansk sångerska och dansös. Sayer var medlem i musikgryppen Girlicious som splittrades 2011.
Chrystina var en av de tävlande på CW (Pussycat Dolls Present: Girlicious) där hon blev en av de fyra flickorna som bildade gruppen Girlicious. 

## Diskografi
Studioalbum med Girlicious
- 2008 – Girlicious
- 2010 – Rebuilt

EP med Girlicious
- 2008 – Like Me / Stupid S***

Singlar med Girlicious
- 2008 – "Like Me"
- 2008 – "Liar Liar" (med Flo Rida)
- 2008 – "Still in Love" (med Sean Kingston)
- 2008 – "Stupid Shit"
- 2008 – "Baby Doll"
- 2010 – "Over You"
- 2010 – "Maniac"
- 2010 – "2 in the Morning"
- 2011 – "Hate Love"